# Hydraena boetcheri
Hydraena boetcheri är en skalbaggsart som beskrevs av Armand D'Orchymont 1932. Hydraena boetcheri ingår i släktet Hydraena och familjen vattenbrynsbaggar. Inga underarter finns listade i Catalogue of Life.